# Армагеддец
«Армагедде́ц» (англ. The World's End — «Конец света») — научно-фантастическая комедия режиссёра Эдгара Райта, завершающая трилогию «Кровь и мороженое», каждый фильм которой был связан со вкусом и, соответственно, цветом мороженого. В данном фильме — вкус «Mint Cornetto» (Зелёный цвет). Сценарий написан Райтом и актёром Саймоном Пеггом, играющим одну из главных ролей вместе со своим другом Ником Фростом. Все трое уже ранее работали вместе в предыдущих фильмах трилогии «Зомби по имени Шон» и «Типа крутые легавые», а также в сериале «Долбанутые». Премьера в Великобритании состоялась 19 июля 2013 года. Премьера в США 23 августа 2013 года. В российский прокат фильм вышел 17 октября с рейтингом 18+.
Слоган фильма: «Good food. Fine ales. Total Annihilation».

## Сюжет
Гэри Кинг, сорокалетний алкоголик и неудачник, собирает в родном городке Ньютон-Хэйвен четверых друзей детства — свою старую школьную компанию, вожаком которой он когда-то был. В 1992 году они, будучи подростками, попытались пройти «Золотую милю» — обойти все двенадцать пабов города, но перепились и сошли с маршрута, так его и не закончив. Друзья Кинга, успешные «белые воротнички» и отцы семейств, скептически относятся к идее повторения алкогольного марафона, а Эндрю Найтли, когда-то лучший друг Кинга, вовсе отказывается пить, однако Гэри удаётся обманом заманить и его.
События развиваются не слишком весело. Друзья гуляют по городу без энтузиазма, а Эндрю вообще отказывается пить пиво и берёт стакан воды. Во втором же пабе к ним ненадолго присоединяется Сэм — повзрослевшая сестра Оливера, одного из участников похода, однако приставания Гэри заставляют её покинуть компанию. В четвёртом пабе Кинг встревает в драку с группой подростков, которые на поверку оказываются роботами с отделяющимися конечностями и синей кровью. Кинг и его спутники одерживают в драке верх. Друзья хотят немедленно уехать в Лондон, однако Гэри хочет продолжить и говорит, что если они уедут, то остальные захотят остановить их. Эндрю, оправляясь от пережитого, немедленно напивается, и они впятером продолжают поход по пабам, не желая выдавать себя.
В следующих пабах им встречаются и живые люди — бывший наркоторговец Тревор Грин и полоумный старик Бэзил. Последний сообщает героям, что Ньютон-Хэйвен стал плацдармом инопланетного вторжения: инопланетяне похищают людей и подменяют их преувеличенно вежливыми и дружелюбными копиями, воссозданными по ДНК оригинала. Сэм спасает полупьяных героев, которых пытаются соблазнить копии девушек из их детства, и присоединяется к ним. В девятом пабе они вступают в разговор начистоту с копией Гая Шепарда — бывшего директора их школы. Шепард убеждает героев, что он и подобные ему — не роботы, а «улучшенные» люди, и героям стоит мирно присоединиться к их сообществу. Оливер, отлучившийся в туалет, оказывается подменённым копией — Эндрю Найтли подмечает, что у него появилось родимое пятно на виске, которое настоящий Оливер вывел.
Кинг и его друзья устраивают новую драку с многочисленными копиями, причём копия Оливера лишается верхней части головы (при этом продолжая разговаривать как ни в чём не бывало). Им удаётся бежать, и Кинг выпроваживает Сэм из города, усадив её в машину, а сам продолжает свой отчаянный поход по пабам. К этому времени отряды потерявших человеческий облик копий патрулируют улицы, и друзьям приходится прятаться, строя подозрения уже по поводу друг друга. Они теряют ещё одного из участников компании, Питера, который при попытке разделаться с копией своего школьного врага попадает в плен и заменяется копией. В последнем пабе, «Конец света», Эндрю вступает в драку с Гэри и обнаруживает, что его казавшийся беспечным друг затеял всё предприятие в состоянии крайней депрессии — рука Гэри под рукавом была замотана бинтом с больничным браслетом, свидетельствующим, что Гэри пытался вскрыть себе вены.
В подземелье под «Концом света» трое оставшихся в живых участников похода — Гэри, Эндрю и Стивен — сталкиваются с Сетью, инопланетным разумом, который посчитал Землю неразвитой и варварской планетой и в последние десятилетия вёл программу «улучшения» Земли, создав в разных точках мира 2000 сообществ, подобных Ньютон-Хэйвену. Герои добиваются от Сети признания: люди оказались настолько неуправляемыми, что копиями пришлось заменить практически всё население. Сеть предлагает героям подчиниться и уступить место их собственным молодым копиям — улучшенным версиям их самих, но Гэри Кинг уничтожает своего юного двойника и вступает в перепалку с Сетью. Не выдержав пьяного спора с землянами и обругав их напоследок Сеть отчаивается, отключает копии и покидает планету, но перед этим взрывает Ньютон-Хэвен; героев в последний момент спасает Сэм, вернувшаяся за ними на машине. В эпилоге Эндрю рассказывает, что конец света наступил в буквальном смысле — Сеть разрушила земные города и уничтожила современные технологии, заставив человечество впасть в средневековье. Неожиданно вновь обрели жизнь и уцелевшие копии, но без руководства Сетью они не слишком представляли себе, что им делать. А ставший героическим воителем Гэри Кинг отправляется в новый поход по пабам на руинах цивилизации, на этот раз в компании четвёрки молодых копий его друзей.

## В ролях
- Саймон Пегг — Гэри Кинг
- Ник Фрост — Эндрю Найтли
- Пэдди Консидайн — Стивен Принс
- Розамунд Пайк — Сэм Чемберлен
- Мартин Фримен — Оливер Чемберлен
- Эдди Марсан — Питер Пейдж
- Пирс Броснан — Гай Шепард
- Дэвид Брэдли — Бэзил
- Томас Лоу — Молодой Гэри
- Марк Хип — Трактирщик

## Производство

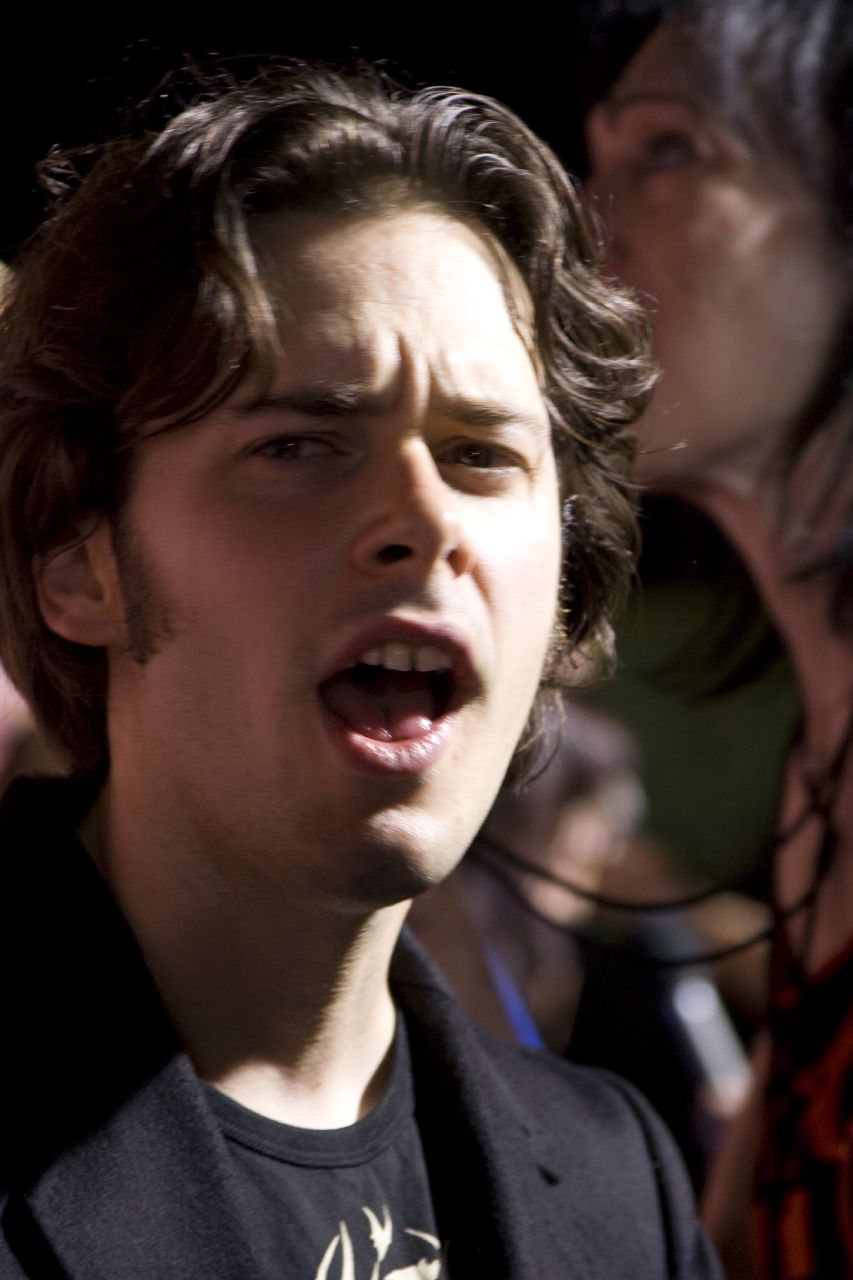
Эдгар Райт

В апреле 2008 года Эдгар Райт и Саймон Пегг объявили о начале работы над новым комедийным фильмом, который стал бы заключительной частью трилогии и своего рода продолжением фильмов «Типа крутые легавые» и «Зомби по имени Шон». Райт отметил, что ему чрезвычайно приятно вновь работать с Пеггом и продюсером Нирой Парк над этим фильмом и что он надеется на дальнейшее сотрудничество, которое приведёт к реализации новых и смелых проектов. Пегг и Фрост познакомились в мексиканском ресторане, в котором работал Фрост, и с тех пор регулярно снимались вместе, этот проект не стал исключением. Пегг говорил о том, что фильм рассчитан как на американскую аудиторию, так и на английскую, хотя заметил, что при создании фильма они не пытались угодить фанатам, доверяя своим собственным инстинктам.

### Сценарий

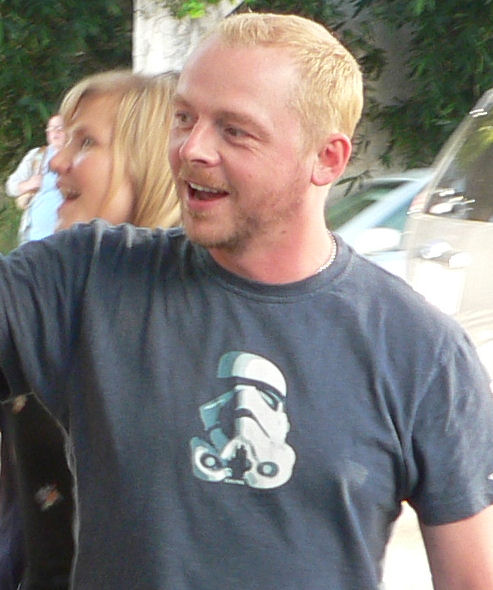
Саймон Пегг

Пегг и Райт принимали участие в написании сценария уже не в первый раз. По их словам, сценарий второй части трилогии дался им с огромным трудом, поэтому после выхода фильма «Типа крутые легавые» они не стали спешить с созданием продолжения, отложив его на неопределённый срок, во многом из-за напряжённых графиков актёров. В это время, в 2011 году, Пегг и Фрост снимали фильм про инопланетянина — «Пол: Секретный материальчик», собравший почти 100 миллионов долларов. Пегг говорил, что получил интересный опыт работы над «Полом», который он вложил в работу над фильмом «Армагеддец». Он также рассказал, что рад, что они выждали шесть лет после появления идеи о фильме, а не стали делать «Армагеддец» сразу, так как на тот момент, как он считает, они не были достаточно зрелы и мудры, чтобы его сделать. После перерыва писать сценарий Пеггу с Райтом, по их словам, стало значительно проще. Он также ответил на вопрос, почему он играет в основном неудачников: он считает, что люди любят смотреть на неудачников. По словам Саймона Пегга, первая версия сценария была куда более сентиментальна, так как американцы — сентиментальный народ, он же добавил в него здорового цинизма.

### Подбор актёров

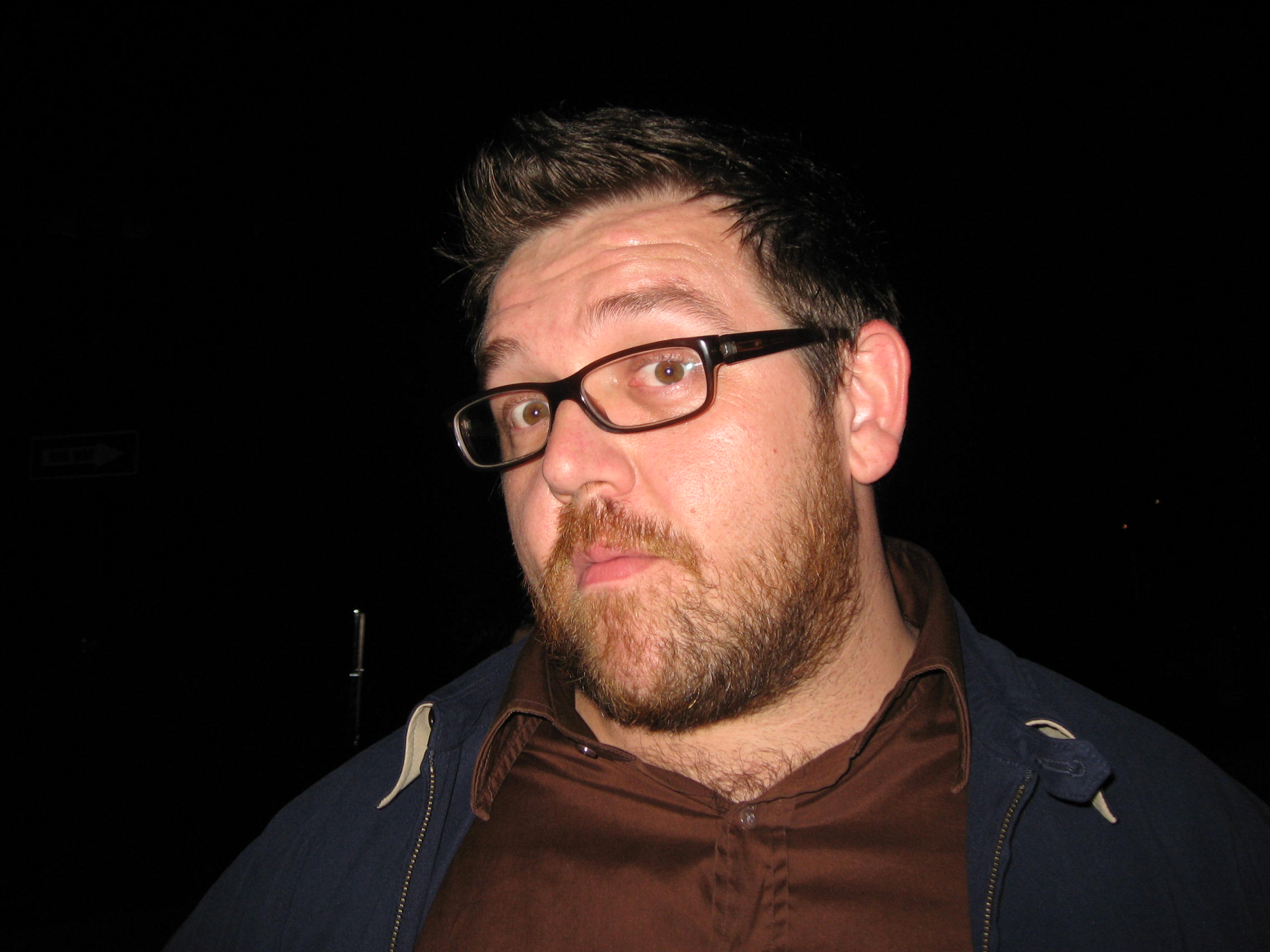
Ник Фрост

Пегг, будучи сценаристом, сам написал историю для своего героя Гэри Кинга, неустроенного во взрослой жизни мужчины, чья сентиментальность — причина встречи всей компании. Фросту, как и в прежних частях серии, досталась роль в прошлом лучшего друга Гэри, Эндрю Найтли, успешного адвоката, с которым они образовывали костяк их маленькой компании, однако они уже много лет не разговаривали. Пэдди Консидайн отзывался о своем персонаже Принсе как о не самом забавном, прямолинейном, уверенном в себе человеке, но лишь до того момента, пока он вновь не встречает Гэри. Стивен Принс, архитектурный консультант, член банды Гэри и Энди, когда-то мечтал стать рок-музыкантом. Сэм Чемберлен, сестра Оливера, в которую Гэри со Стивеном были влюблены в детстве, была сыграна актрисой Розамунд Пайк. Мартин Фримен исполнил роль Оливера Чемберлена, агента по продаже недвижимости. Питера Пейджа, совладелеца автосалона вместе со своим отцом, сыграл Эдди Марсан. В детстве он дружил с Гэри, который был без ума от его игрушек и бассейна.

### Съёмки

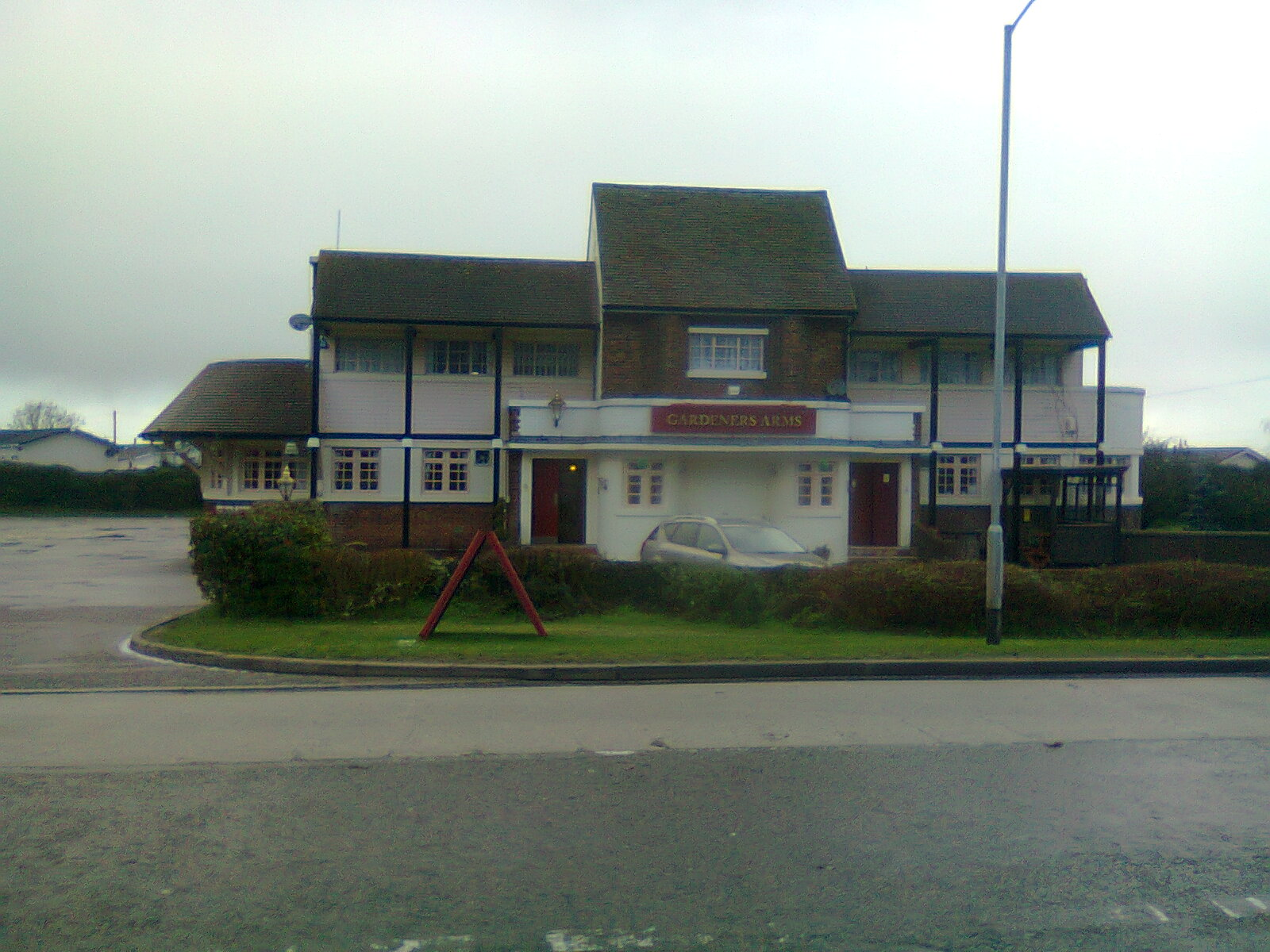
Финал картины снимался в пабе «Герб садовника»

Съёмки начались в сентябре 2012 года. Во время съёмок Ник Фрост растянул мышцу на ноге, а Пегг сломал руку, но так как последний[кто?] не хотел расстраивать режиссёра Эдгара Райта, Пеггу пришлось сняться ещё в шести дублях, прежде чем его увезли в больницу. Пегг считал, что в их фильмах можно увидеть настоящую Англию, с её пригородами, деревнями, городами-садами, а не открытку с проезжающим красным двухэтажным автобусом, как её обычно показывают в фильмах. Последним днём съёмок было 21 декабря 2012 года.

### Маркетинг
13 июля 2012 года на фестивале Comic-Con был представлен официальный постер фильма. Пегг сообщил о том, что первый рекламный ролик фильма появится 8 мая, он также предупредил о том, что фильм выйдет не в 3D, но посоветовал при этом во время просмотра скушать рожок Cornetto со вкусом мяты для того, чтобы получить всю гамму впечатлений.

### Места съёмок
Большая часть съёмок проходила в городах-парках Уэлин и Летчуэрт.
| Вымышленное название                           | Место съёмок                                      |
| ---------------------------------------------- | ------------------------------------------------- |
| «Первый почтарь» (англ. The First Post)        | «Грушевое дерево» (англ. The Peartree)            |
| «Старый знакомый» (англ. The Old Familiar)     | «Тоник доктора» (англ. The Doctors Tonic)         |
| «Знаменитый петух» (англ. The Famous Cock)     | «Пробка» (англ. The Cork)                         |
| «Пять рук» (англ. The Cross Hands)             | «Таверна в парке» (англ. The Parkway Tavern)      |
| «Славная компания» (англ. The Good Companions) | «Магазин Вэнди» (англ. Wendy's Shop)              |
| «Верный служака» (англ. The Trusty Servant)    | «Три магнита» (англ. Three Magnets)               |
| «Двуглавый пёс» (англ. The Two Headed Dog)     | «Колоннада» (англ. The Colonnade)                 |
| «Русалка» (англ. The Mermaid)                  | «Бродвейское кино» (англ. Broadway Cinema)        |
| «Улей»(англ. The Beehive)                      | «Тайский ресторан» (англ. Thai Garden Restaurant) |
| «Голова короля»(англ. The King's Head)         | «Таверна Арена» (англ. The Arena Tavern)          |
| «Дыра в стене» (англ. The Hole in the Wall)    | «Железнодорожная станция» (англ. Railway Station) |
| «Конец света» (англ. The World's End)          | «Герб садовника» (англ. The Gardener's Arms)      |

## Саундтрек
| №                   | Название                                              | Исполнитель                   | Длительность |
| ------------------- | ----------------------------------------------------- | ----------------------------- | ------------ |
| 1.                  | «Loaded» (Сингл версия)                               | Primal Scream                 | 4:21         |
| 2.                  | «There’s No Other Way»                                | Blur                          | 3:19         |
| 3.                  | «I Put This On a Tape for You» (Диалог)               | Саймон Пегг и Пэдди Консидайн | 0:09         |
| 4.                  | «I'm Free» (Автор Мик Джаггер)                        | The Soup Dragons              | 3:50         |
| 5.                  | «Step On»                                             | Happy Mondays                 | 5:14         |
| 6.                  | «Was The Music Too Loud?» (Диалог)                    | Стив Орам и Саймон Пегг       | 0:04         |
| 7.                  | «So Young»                                            | Suede                         | 3:37         |
| 8.                  | «Old Red Eyes Is Back»                                | The Beautiful South           | 3:32         |
| 9.                  | «A Humble Taproom» (Диалог)                           | Саймон Пегг и Ник Фрост       | 0:15         |
| 10.                 | «Come Home» (Микс Марка «Флад» Эллиса)                | James                         | 3:53         |
| 11.                 | «Do You Remember the First Time?»                     | Pulp                          | 4:22         |
| 12.                 | «Welcome» (Диалог)                                    | Саймон Пегг                   | 0:04         |
| 13.                 | «Bandwagonesque»                                      | Teenage Fanclub               | 1:57         |
| 14.                 | «Fools Gold» (Сингл версия)                           | The Stone Roses               | 4:15         |
| 15.                 | «Get a Life»                                          | Soul II Soul                  | 3:36         |
| 16.                 | «We Have Changed» (Диалог)                            | Ник Фрост                     | 0:07         |
| 17.                 | «This Is How It Feels»                                | Inspiral Carpets              | 3:10         |
| 18.                 | «Alabama Song»                                        | The Doors                     | 3:16         |
| 19.                 | «Wear Your Love Like Heaven»                          | Definition of Sound           | 3:43         |
| 20.                 | «This Is What the Kids Want» (Диалог)                 | Саймон Пегг и Мартин Фримен   | 0:07         |
| 21.                 | «Step Back in Time»                                   | Кайли Миноуг                  | 3:04         |
| 22.                 | «Join Our Club»                                       | Saint Etienne                 | 3:15         |
| 23.                 | «Here's Where the Story Ends»                         | The Sundays                   | 3:52         |
| 24.                 | «I Hate This Town» (Диалог)                           | Ник Фрост                     | 0:04         |
| 25.                 | «20 Seconds to Comply» (World's End Bomb Squad ремик) | Сильвер Буллит                | 4:35         |
| 26.                 | «This Corrosion» (Сингл версия)                       | The Sisters of Mercy          | 4:21         |
| 27.                 | «Happy Hour»                                          | The Housemartins              | 2:21         |
| 28.                 | «Let's Boo Boo» (Диалог)                              | Саймон Пегг и Пэдди Консидайн | 0:26         |
| Общая длительность: | Общая длительность:                                   | Общая длительность:           | 1:15:20      |